# Fernando (canção)
"Fernando" é um single do grupo pop sueco ABBA, lançado em março de 1976. Os vocais são de Anni-Frid Lyngstad. A faixa apareceu no álbum ABBA Greatest Hits de 1976 em alguns países, embora na Austrália e Nova Zelândia, "Fernando" foi incluída no álbum “Arrival”. Esta canção se tornou a mais vendida do ABBA de todos os tempos, tendo vendido sozinha 6.000.000 de cópias em 1976.. É um dos menos de trinta singles de todos os tempos a venderem 10 milhões (ou mais) de cópias no mundo todo.

## História
"Fernando" não era originalmente uma música do ABBA, mas foi escrito para Anni-Frid Lyngstad. Ele apareceu em seu álbum solo de 1975, Frida Ensam. A canção foi escrita por Björn Ulvaeus, Benny Andersson e Stig Anderson e levou o título provisório de "Tango". Os preparativos para a gravação começaram em agosto de 1975. Originalmente chamada de "Hernandez", os escritores fizeram mudanças de última hora para o título. A sugestão do nome "Fernando" foi dada pelo motorista Peter Forbes em Shepperton, na Inglaterra. Tony Fernando, um diretor de exportações para celebridades como a princesa Anne e Tom Selleck, era um amigo de Peter Forbes. Forbes sugeriu que "Fernando" poderia encaixar melhor que o original, e este o título agradou a todos se tornou um hit instantâneo.

### Versão em sueco
A letra da versão original em sueco difere substancialmente da versão em inglês. No original, o narrador tenta consolar o coração partido de Fernando, que perdeu seu grande amor. "A tristeza pode ser difícil de suportar, mas o fato de que os amigos nos deixam para baixo é algo que todos temos de enfrentar". O refrão diz: "O amor vive por muito tempo, o nosso melhor amigo, Fernando. Levante o seu copo e brinde a ele, ao amor, Fernando. Toque a melodia e cante uma canção de felicidade. O amor vive por muito tempo, Fernando.

### Versão em inglês
A versão em inglês, com letras totalmente diferentes por Ulvaeus, apresenta uma visão de nostalgia de dois veteranos na terceira idade sobre uma batalha perdida em que ambos participaram durante a sua juventude, lutando sob a liderança de Emiliano Zapata na batalha da Revolução Mexicana de 1910. Isto foi confirmado por Bjorn Ulvaeus em uma entrevista exibido em 31 de dezembro de 2008 na Austrália. 
O lado B de "Fernando" foi a canção "Hey, Hey, Helen", uma faixa do álbum do grupo homônimo de 1975, embora em alguns países "Tropical Loveland" (também do mesmo álbum) foi usada. Algumas cópias do disco usaram o single "Rock Me" como lado-B.

### Versão em espanhol
O título e o ritmo da música fazem dela uma escolha óbvia para a inclusão em seu álbum em espanhol. Ela foi composta por Buddy McCluskey e Maria e gravado em 3 de janeiro de 1980, nos estúdios da Polar Music. A canção faz parte do álbum “Gracias Por La Música” e está listado como faixa número 5, no "ABBA Oro" álbum como faixa número 1 e como faixa bônus do álbum “Arrival”. A canção foi lançada como um single promocional na Espanha. A canção, enquanto adaptados para o ritmo e a rima, carregam o mesmo significado que a versão em Inglês. "Havia algo no ar aquela noite, as estrelas estavam brilhantes, Fernando. Elas estavam brilhando lá para você e para mim, pela liberdade, Fernando." torna-se "Algo había Alrededor Quizá de Fernando claridad, Que brillaba Por en nosotros dos protección, Fernando" (Talvez algo em torno de nós de clareza Fernando, que brilhou para nós dois em matéria de protecção, Fernando.)

### Recepção
Depois do enorme sucesso alcançado por Frida com a versão sueca de "Fernando", o grupo decidiu gravá-lo em inglês. Este foi um passo prudente, "Fernando" se tornou um dos singles best-sellers do ABBA, vendendo mais de 10 milhões de cópias no mundo e no topo das paradas em pelo menos 13 países: Austrália, Áustria, Bélgica, França, Alemanha Ocidental, no Reino Unido , Hungria, Irlanda, México, Holanda, Nova Zelândia, África do Sul e Suíça. Na Austrália, "Fernando" permaneceu por 14 semanas na # 1 e passou 40 semanas nas paradas, fazendo "Fernando", um dos singles mais vendidos de todos os tempos na Austrália. Na verdade, ela ainda detém o recorde para a semana passar a maior parte single em # 1 (junto com os Beatles "Hey Jude"). "Fernando", também atingiu o Top 3 no Canadá, Finlândia, Noruega, Espanha e Suécia . 
"Fernando" foi escolhido como a "Melhor gravação de estúdio de 1975", 1º prémio internacional do ABBA.